# Зеленолужное
Зеленолужное (укр. Зеленолужне) — село в Гороховской городской общине Луцкого района Волынской области Украины.
До 2020 года входило в Гороховский район.
Код КОАТУУ — 0720886402. Население по переписи 2001 года составляет 158 человек. Почтовый индекс — 45720. Телефонный код — 3379. Занимает площадь 4,64 км².